# 게자리 55
게자리 55(55 Cancri)는 게자리에 있는 별로 지구에서 41광년 떨어져 있다. 바이어 명명법으로는 게자리 로1(ρ1 Cancri)이다. 게자리 55 시스템에는 주성 게자리 55 A와 반성 적색왜성 55 B가 있다. 두 별은 약 1,000AU의 간격을 두고 서로의 질량중심을 공전한다.
2008년 현재 주성 A를 공전하는 행성 5개가 발견된 상태이다. 이 중 4개는 목성 및 토성 질량 수준이며, 1개는 해왕성 수준의 질량을 지니고 있다. 지금까지 발견된 외계 행성계 중 5개의 행성이 한 계(系)에 존재하는 사례는 게자리 55 외에는 없다.
55 A는 나사 지구형 행성 탐사계획(Terrestrial Planet Finder mission)에서 지정한 100개 항성 중 63번째 순위를 차지하고 있다.

## 이름
게자리 55는 플램스티드 성표에 의거한 명칭이다. 바이어 명명법 '게자리 로1'보다 이 쪽을 더 많이 사용한다.

## 거리 및 관측
게자리 55 항성계는 비교적 우리 태양계와 가깝다. 히파르코스 위성이 측정한 시차는 79.80밀리초각으로 여기서 나온 거리는 약 41광년이다.
게자리 55 A는 지구에서 바라보았을 때 +5.95의 겉보기 등급을 보인다. 이는 기상조건이 좋을 경우 맨눈으로 겨우 보일 정도이며, 쌍안경을 이용하면 쉽게 관찰할 수 있다. 반면 반성 게자리 55 B는 13등급의 어두운 별로 망원경의 도움이 있어야 관측이 가능하다.

## 항성계 구성원

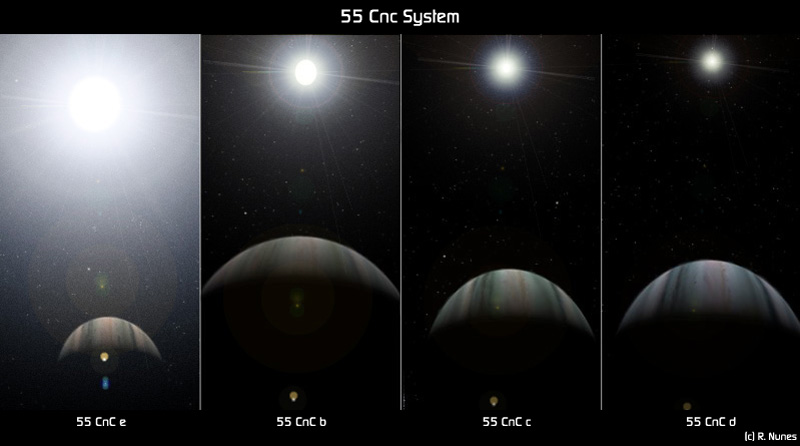
게자리 55 각 행성에서 바라본 모항성의 크기.

주성 게자리 55 A는 분광형 G8V의 주계열성이다. A는 우리 태양과 비교할 때 모든 면에서 조금씩 작고, 가볍고, 어둡다. 밝기의 변화는 거의 보이지 않는다. 반면 55 A는 태양보다 중원소 함유량이 86%나 더 많다. 따라서 이 별을 SMR(Super metal-rich) 항성으로 분류하기도 한다. 채층의 활동량으로 예측한 이 별의 나이는 55억 년이지만, 기존의 항성진화 모형으로는 이처럼 금속(천문학에서 일컫는 '금속'은 수소 및 헬륨보다 무거운 모든 원소들을 일컫는다.)의 함유량이 높은 항성의 나이 및 질량을 정확히 측정하기가 어렵다.
SMR 항성 모형에서는 원시행성계원반에 있던 중원소들이 항성의 대기로 빨려 들어갔다고 설명한다. 이 현상으로 인해 항성의 외곽 대기층은 '오염'되며, 평균 이상으로 높은 금속 함유율을 보이게 된다. 항성의 대류층이 깊지 않을 경우에도 외곽 대기층이 지니는 중원소 비율은 보통의 경우에 비해 높게 나타날 수 있다.
서브밀리파 영역에서 55 A를 관찰한 결과 먼지 원반을 발견할 수 없었다. 이 별로부터 100AU 범위 내 방출량은 최대 850mJy(850μm)으로, 이를 통해 항성 주위를 도는 먼지의 총 질량은 지구 질량의 0.01%를 넘지 못함을 알게 되었다. 그러나 소행성대나 카이퍼 대가 존재할 가능성은 남아 있다.
반성 게자리 55 B는 주성으로부터 약 1,065AU 떨어진 거리에 있으며 어두운 적색 왜성이다. 두 별 사이는 매우 멀리 떨어져 있으나 고유 운동이 같기 때문에 중력으로 묶여 있는 것으로 보인다. 확실한 결론이 나오지는 않았으나, 반성 B 자체가 두 개의 별로 이루어진 쌍성임을 증명하는 자료들이 관측되고 있다.

## 행성계 구성원

태양계와 게자리 55 행성계를 겹쳐서 비교한 것. 파란색 선은 태양계, 검은색 선은 게자리 55 행성계임.

1997년 게자리 55 A를 공전하는 행성이 발견되었다. 도플러 효과를 통해 발견된 이 행성은 어머니 항성을 14.7일의 주기로 공전하고 있었다. 질량은 최소 목성의 78% 정도였다. 이름은 게자리 55 Ab 또는 게자리 55 b로 부르는데, 전자의 경우 게자리 55 B와의 혼동을 막기 위해서 주성 A를 함께 기입한 것이다. b를 발견했을 당시 시선속도에 b의 움직임만으로 설명할 수 없는 요소가 있었는데, 이는 추가로 행성들이 더 존재함을 예고한 것이었다.
1998년 55 A 주변에서 먼지 원반을 발견했다는 발표가 나왔다. 그러나 이 발견은 정식 승인되지 않았고, 이후 실체는 배경 복사로 드러났다.
이후 도플러 효과 관측법이 진전을 보이면서 2002년 어머니 항성에서 5AU 떨어진 곳의 행성이 발견되었다. 이 행성은 게자리 55번 d의 이름을 받았다. 발견 당시 이 행성의 궤도는 원에 가까운(이심률 0.1 정도) 것으로 관측되었다. 그러나 이후 이심률은 이보다 높은 것으로 밝혀졌다.

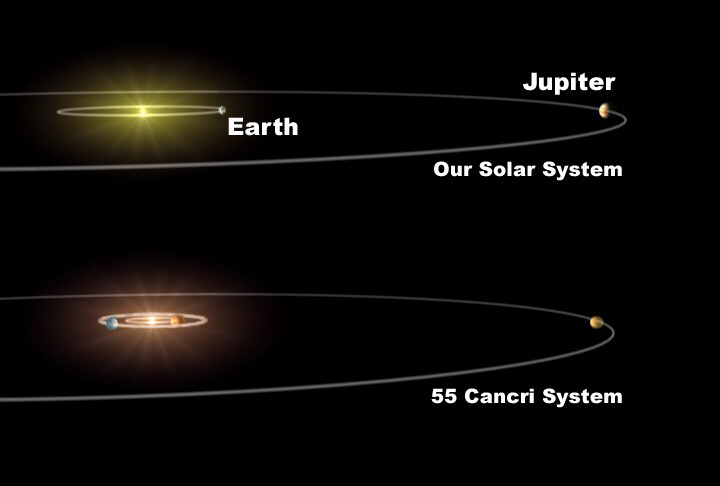
태양계와 게자리 55번 행성계의 비교.

두 행성을 발견했지만 43일 간격의 '주기성'(periodicity)이 존재했으며 이는 세 번째 행성이 있기 때문으로 추측되었다. 43일 간격은 어머니 항성의 자전주기와 비슷했으며 여기서 43일 주기성은 항성의 흔들림이 원인일 것으로 보았다. 여기서 55번 c의 존재를 예상하게 되었다.
2004년 해왕성 질량 정도의 행성이 2.8일 주기로 어머니 항성을 돌고 있는 것을 발견했다. 이 행성은 해왕성과 같은 가스 행성이거나, 거대한 암석 행성일 가능성이 있다. 이 행성은 게자리 55번 e로 명명되었고, 동시에 존재가 불확실했던 55번 c도 실제 존재하는 것으로 밝혀졌다. 이후 허블 우주 망원경이 관측한 자료에 따르면 바깥쪽 궤도를 도는 행성들은 천구면에 대하여 53°기울어진 면 위에서 공전을 하고 있었다. 만약 다른 행성들도 같은 면 위를 공전한다면, 행성들의 질량은 도플러 효과로 관측한 값보다 약 25% 더 커지게 된다.
2005년 천문학자 Jack Wisdom은 관측 자료를 재검토한 결과 55번 e의 존재에 의구심을 표시했다. 그는 2.8일 주기의 행성 대신 해왕성 정도 질량의 행성이 261일 간격으로(이는 0.77AU의 거리에 해당된다.) 어머니 항성을 돌고 있으리라고 주장했다. 이 주장은 2007년 11월 부분적으로 옳은 것으로 확인되었다. 55 A의 생명체 거주가능 영역 내에서 토성 절반 정도의 질량을 지닌 행성이 260일 간격으로 모항성을 공전하고 있었다. 이 행성은 게자리 55 f로 명명되었다. 가스행성일 것으로 보이는 55 f는 생명체가 살 수 있는 환경과는 거리가 멀 가능성이 높으나, 이 행성 주위에 위성 혹은 트로이 행성이 존재할 경우, 거기에서 미생물 수준의 생명체들이 자라날 가능성은 남아 있다.
| 동반 천체 (가까운 천체순) | 질량 (MJ)       | 공전주기 (일)     | 공전궤도 반지름 (AU) | 이심률        |
| ------------------------- | --------------- | ----------------- | -------------------- | ------------- |
| e                         | >0.034 ± 0.0036 | 2.81705 ± 0.0001  | 0.038 ± 10−6         | 0.07 ± 0.06   |
| b                         | >0.824 ± 0.007  | 14.65162 ± 0.0007 | 0.115 ± 0.0001       | 0.014 ± 0.008 |
| c                         | >0.169 ± 0.008  | 43.93 ± 0.021     | 0.240 ± 4.5×10−5     | 0.086 ± 0.052 |
| f                         | >0.144 ± 0.04   | 260 ± 1.1         | 0.781 ± 0.007        | 0.2 ± 0.2     |
| d                         | >3.835 ± 0.08   | 5218 ± 230        | 5.77 ± 0.11          | 0.025 ± 0.03  |

## 메시지 전송
2003년 7월 6일, 우크라이나 크림반도 옙파토리야 소재 70미터 옙파토리야 행성 레이다로 METI(외계 생명체에게 보내는 메시지) 전파를 게자리 55 행성계에 보냈다. 이 전파 메시지는 ‘우주의 부름 2’(Cosmic Call 2)로 명명되었으며, 2044년 5월 게자리 55 행성계에 도착할 것이다.

## 같이 보기
- 외계 행성
- 제단자리 뮤